# (466638) 2014 WJ45
(466638) 2014 WJ45 es un asteroide perteneciente al cinturón de asteroides, descubierto el 14 de diciembre de 2003 por el equipo Spacewatch desde el Observatorio Nacional de Kitt Peak (Arizona, Estados Unidos).